# Wanda (Wanda-Album)
Wanda ist der Titel eines Musikalbums der österreichischen Rockband Wanda. Es ist das fünfte Album der Band und erschien am 30. September 2022 bei Vertigo Records.

## Produktion
Mit der Veröffentlichung der Single Rocking in Wien am 18. März 2022 wurde das neue Wanda-Album angekündigt.
Produzent des Albums war wieder Paul Gallister. Die Texte stammen von Marco Michael Wanda. Beteiligte Musiker waren Marco Michael Wanda (Vocals, Guitar), Manuel Christoph Poppe (Guitar, Vocals), Reinhold Weber (Bass, Vocals), Valentin Wegscheider (Drums), Christian Hummer (Keyboards, Piano, Vocals) und Paul Gallister (Guitar, Keyboards), zudem Lukas Lauermann und Noëmi Haffner als Gastmusiker.
Vier Tage vor der Veröffentlichung des Albums starb Keyboarder Christian Hummer, der seit der Gründung der Band dabei war, nach einer schweren Krankheit.

„Es gibt keine Worte, die diesem Verlust gerecht werden können.“

## Artwork
Auf dem Cover des Albums ist eine wüstenartige Landschaft abgebildet, darin fast versunken der Turm der Müllverbrennungsanlage Spittelau sowie das Wrack des seit dem Cover des Debütalbums Amore verwendeten weißen PKW Mercedes mit der schwarzen Aufschrift „AMORE“. Auch im Video zum Song Nix reparieren, das am 24. Januar 2020 erschien, war diese Landschaft mit dem Turm zu sehen.

## Titelliste
1. Rocking in Wien (3:23)
2. Rot ist die Farbe (4:01)
3. Orte an denen wir waren (3:24)
4. Wir sind verloren (4:22)
5. Immer willst du tanzen (3:56)
6. Va bene Anm. 1 (3:39)
7. Eine ganz normale Nacht in Wien (3:47)
8. Pilot (3:37)
9. Jurassic Park (3:34)
10. Die Sterne von Alterlaa Anm. 2 (3:15)
11. Kein Bauplan (3:16)
12. Eine Gang (4:48)

Anmerkungen:
Anm. 1 „va bene“ ist italienisch und bedeutet auf deutsch „in Ordnung“.
Anm. 2 „Alterlaa“ bezieht sich auf den Wohnpark Alterlaa in der Wiener Katastralgemeinde Erlaa.

## Singleauskopplungen
Die Single Jurassic Park wurde am 23. Oktober 2020 veröffentlicht; sie war eine Woche lang in den österreichischen Charts platziert (Platz 69).
Am 25. Juni 2021 veröffentlichte die Band Die Sterne von Alterlaa. Die Single Rocking in Wien kam am 18. März 2022 raus, am 26. Mai 2022 Va bene und am 19. August 2022 dann Wir sind verloren. Eine Gang erschien am 16. September 2022, kurz vor Albumveröffentlichung.

## Musikvideos
Auch Musikvideos wurden zu mehreren Songs des Albums veröffentlicht.

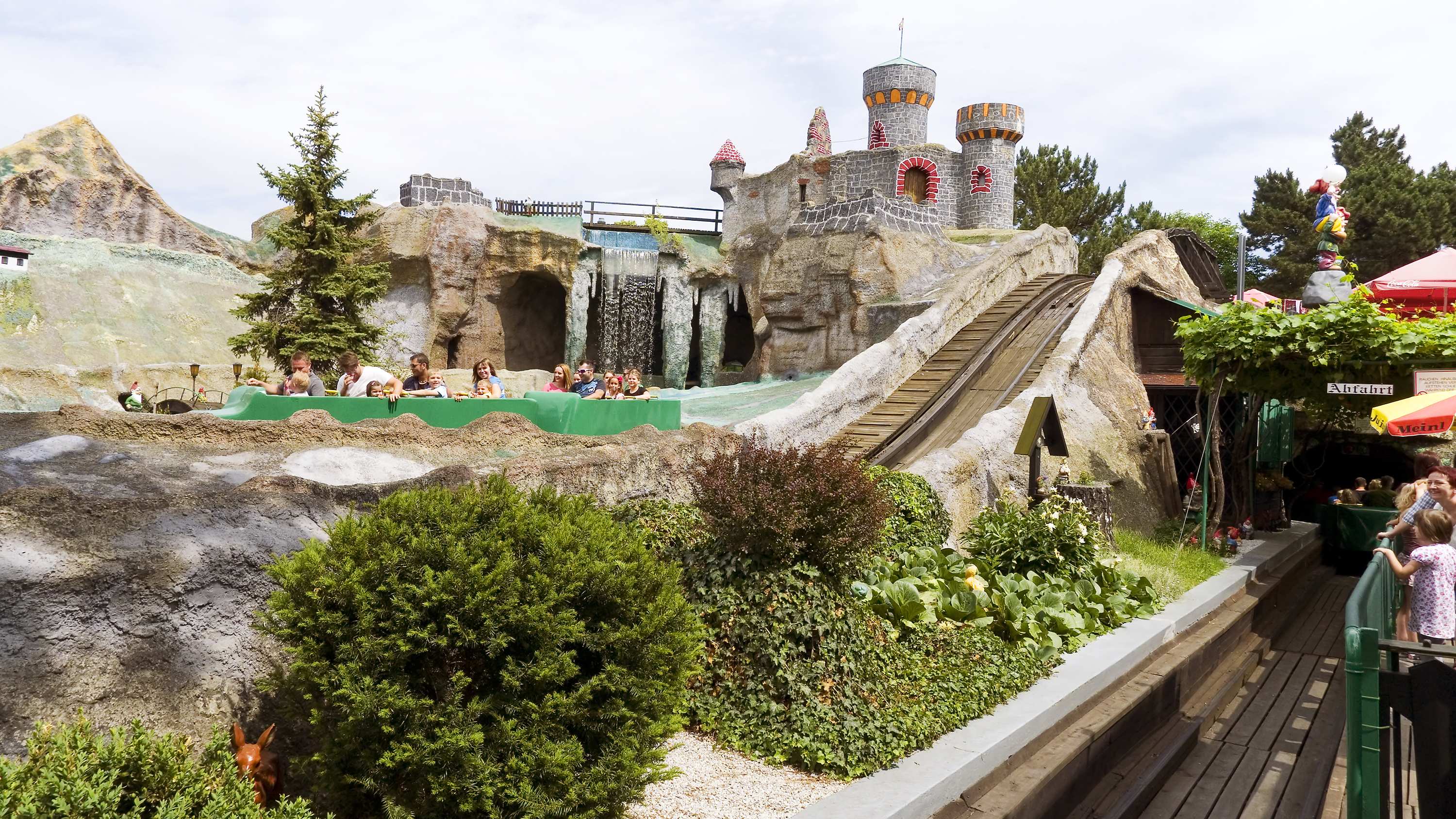
Die Hochschaubahn ist einer der Drehorte des Musikvideos zur Single Jurassic Park.

Die erste Single des Albums war schon am 23. Oktober 2020 als erschienen. Das Video dazu wurde am selben Tag veröffentlicht, Regie führte Jasmin Baumgartner. Das Video wurde unter anderem in einer nachgestellten Berglandschaft im Wurstelprater und der dortigen Hochschaubahn, im Verkehrsmuseum Remise, in der Wiener Kanalisation, im Casino Baden, dem Hotel Urania, auf einem Kran und in den Wiener Linien gedreht. Als Darsteller fungieren Julia Franz Richter, Sofie Fatouretchi, Lili Epply, Marie Hummer, Lorenz Uhl, Gerald Votava, Rudi Nemeczek, Vu Lan, Tao Su Florin Fraga, Huang Su Nino Mozga-Fraga, Utzy d‘Olivier, Raffaela Uhl, Philipp Schimanko und Erich Joham.
Beim am 25. Juni 2021 veröffentlichten Lied Die Sterne von Alterlaa führten Marco Wanda und Wolfgang Seehofer Regie. Im Video läuft Sänger Wanda durch den Wohnpark Alterlaa, eine in weiß gekleidete Frau (Lili Epply) wird in einem Feld und auf einem Balkon und dem Dach eines Hauses gezeigt. Eine schon aus dem Video zu Lascia mi fare vom Album Niente und aus dem Video zu Meine beiden Schwestern vom Album Bussi bekannte, dem Phantom der Oper ähnliche Figur, taucht auf, sie hält die Frau in den Armen. Zuletzt ist diese Figur am Steuer des weißen PKW Mercedes mit dem Schriftzug „AMORE“ zu sehen, Wanda und die Frau steigen in das Auto ein, der PKW wird von Schlittenhunden gezogen und fliegt in den Himmel über Alterlaa, vorbei an einem Vollmond.
Für Rocking in Wien, als Single am 18. März 2022 rausgekommen, drehten Marco Wanda und Wolfgang Seehofer das Musikvideo. Neben Bandmitgliedern spielen auch El Bresli (Gerald Votava) und die Boogiehasen, Elsa Aigner, Andreas Aigner, Jessica Kaiser, Markus Kakuska, Sabrina Lippsy, Markus Klöbel, Tamara Singer, Christoph Pecher, Katharina Kakuska und Simon Weiss. Von der schon aus dem Video zu Lascia mi fare vom Album Niente, dem Video zu Meine beiden Schwestern vom Album Bussi und aus Die Sterne von Alterlaa bekannten, dem Phantom der Oper ähnliche Figur, tauchen mehrere Versionen auf; zu sehen ist zudem der seit der Debütalbum Amore verwendete weiße PKW Mercedes 190 E mit dem in schwarz gehaltenen Schriftzug „AMORE“ auf der Seite. Frauen in weißen Kleidern tanzen mit Männern in oranger Arbeitskleidung.
Ein animiertes Lyrikvideo erschien zum am 26. Mai 2022 veröffentlichten Va bene. Estelle Hödl produzierte das Video. Darin ist auch der Turm der Müllverbrennungsanlage Spittelau zu sehen.
Das Video zum am 19. August 2022 veröffentlichten Song Wir sind verloren entstand unter der Regie von Philip Filipov. Es zeigt Aufnahmen vom Tourneeauftritten der Band.

## Tournee
Die Band hatte ihre im Februar 2020 gestartete Tournee zum Album Ciao! wegen der COVID-19-Pandemie erst im Jahr 2021 fortgesetzt und war im Jahr 2022 noch damit unterwegs. Auf den Konzerten ab 2022 wurden auch schon Songs aus dem im März 2022 angekündigten Album Wanda gespielt. Auch mit den Songs des neuen Albums gingen die Musiker wieder auf Tournee, geplant waren 17 Konzerte in Deutschland ab dem 25. November 2022.

## Rezeption

### Rezensionen

#### Album
Joseph Gasteiger rezensierte die Platte für laut.de. Er schreibt, die Band drehe „wieder etwas am Metronom“, es gäbe mehr Tempo und mehr Groove. Nach Ciao! klinge die Band nun wieder aufgeweckter.
Rebecca Spilker von der Musikredaktion des Musikexpress fällt es schwer, „nicht beeindruckt zu sein von der Soundmauer, die hier aufgebaut wird“. Vom Alpenrock eines Andreas Gabalier dagegen unterscheide die Band die „musikalische Zitatfreude und letztlich natürlich auch ihre politische Haltung“. Auf ihrem Album würden Wanda die Indie-Musikerfahrungen der frühen 1980er triggern, die Ton Steine Scherben zitieren - und „lässig“ auf Endreime verzichten. Ihr Fazit: Man bekommt Rock-Schlager zu hören, „die sich selbst abstoppen, bevor sie ins Bierzelt Einzug halten, und trotzdem zum eskapistischen Mitgrölen auf Studentenpartys animieren“.
Für den Kritiker von Plattentests.de, Kevin Holtmann, wirken Wanda auf ihrem fünften Studioalbum „wie eine Karikatur; die Grenzen zwischen Ernst und Übertreibung, Inszenierung und Realität verschwimmen nahezu komplett“.
Anne Florack vom Rolling Stone meint, das Album liefere „zwölf Songs nach unverändertem Originalrezept“. Die Frage, ob das „einfallslos oder solide, vorgestrig oder weitsichtig“ sei beantwortet sie damit, dass es vielleicht einfach Wanda sei.
Die Süddeutsche Zeitung schrieb, in einigen Songs klinge der Sound der 1980er-Jahre nach. Die Band klinge „wieder härter und druckvoller“.
In der Welt schreibt Marie-Luise Goldmann, Wanda würde „schon wieder (...) über Männer, die trinken, sich prügeln und zusammenhalten, während die Frauen weinen“ singen. Sie sieht Wanda längst als Legende, auch dank Christian Hummer.

#### Singles
Den ersten Song des Albums, Rocking in Wien, verortet der Rezensent von laut.de klar bei Hans Hölzl, den Eröffnungs-Synthie des Lieds bei der EAV. In Va bene sieht er ein Highlight dieser Platte, ebenso wie Kein Bauplan; Eine ganz normale Nacht in Wien sei ein funkiges „Popjuwel“. Auf Plattentests.de schreibt der Rezensent, Rocking in Wien würde sich „gegen lästige Selbstoptimierung in Position“ bringen und dabei sowohl nach Falco als auch nach Queen klingen; das Lied handele „davon, sich auch mal guten Gewissens gegen den Strom zu stellen“. In Eine Gang sieht er „eine getragene Klavierballade, die den eigenen Status beweihräuchert“, der Song wirke „reichlich überkandidelt“. Die Rezensentin der Welt sieht in Eine Gang ein Lied, das „sich hervorragend beim „Stammtisch“ singen“ lasse, es sei ein „eingängig-rührseliger Gassenhauer der um sich selbst kreisenden Maskulinität“. In Wir sind verloren sieht sie einen der Höhepunkte des Albums, „eine herrliche Kampfansage an die Moral“. Die Süddeutsche sieht in Eine Gang „eine Walzer-Ballade im Stil von Leonard Cohen“ und in Va bene den emotionalen Anker des Albums.

### Chartplatzierungen
Mit dem Album kam die Band gleich nach der Veröffentlichung auf Platz zwei in den österreichischen Verkaufscharts. Es musste sich lediglich dem Spitzenreiter Glück von Melissa Naschenweng geschlagen geben.
| ChartsChartplatzierungen | Höchstplatzierung | Wochen |
| ------------------------ | ----------------- | ------ |
| Österreich (Ö3)          | 2 (13 Wo.)        | 13     |
| Deutschland (GfK)        | 3 (4 Wo.)         | 4      |
| Schweiz (IFPI)           | 22 (1 Wo.)        | 1      |

| ChartsJahrescharts (2022) | Platzierung |
| ------------------------- | ----------- |
| Österreich (Ö3)           | 40          |